# Estación de Rego

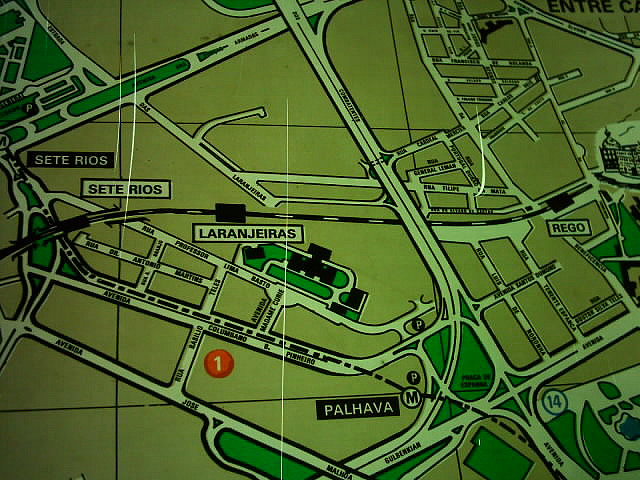
Estación de Rego y Apeadero de Laranjeiras, eliminados en el S. XX, situados entre Sete Ríos y Entrecampos, en la Línea de Cintura.

Rego fue una estación ferroviaria que existió en la Línea de Cintura, en Lisboa, Portugal. Fue creada a finales de los años 60 para servir a la población del Barrio de Rego. En 1995 la estación fue desactivada debido al escaso uso que tenía y, en 1998 fue demolida, en el ámbito de la restructuración de las líneas usadas por CP Lisboa, a consecuencia de la Expo 98 y de la entrada en funcionamiento de la línea del Puente 25 de abril.
- Datos: Q558557
- Multimedia: Rego train station / Q558557